# Patrimoni dell'umanità dell'Uruguay
I patrimoni dell'umanità dell'Uruguay sono i siti dichiarati dall'UNESCO come patrimonio dell'umanità in Uruguay, che è divenuto parte contraente della Convenzione sul patrimonio dell'umanità il 9 marzo 1989.
Al 2022 i siti iscritti nella Lista dei patrimoni dell'umanità sono tre, mentre sei sono le candidature per nuove iscrizioni. Il primo sito iscritto nella lista è stato nel 1995 il quartiere storico della città di Colonia del Sacramento, durante la diciannovesima sessione del comitato del patrimonio mondiale. Venti anni dopo, nella trentanovesima sessione, il paesaggio industriale di Fray Bentos è divenuto il secondo sito uruguayano riconosciuto dall'UNESCO. Il terzo patrimonio è stato l'opera dell'ingegnere Eladio Dieste: chiesa di Atlántida, aggiunta nel 2021. Tutti e tre i siti sono considerati culturali, secondo i criteri di selezione.

## Siti del Patrimonio mondiale
| Foto | Sito                                                    | Luogo                  | Tipo                     | Anno | Descrizione |
| ---- | ------------------------------------------------------- | ---------------------- | ------------------------ | ---- | --- |
|      | Quartiere storico della città di Colonia del Sacramento | Colonia del Sacramento | Culturale (747; iv)      | 1995 | Fondata dai portoghesi nel 1680 sul Río de la Plata, la città ebbe un'importanza strategica per resistere agli spagnoli. Dopo essere stato conteso per un secolo, fu definitivamente perso dai suoi fondatori. Il paesaggio urbano ben conservato illustra la riuscita fusione degli stili portoghese, spagnolo e postcoloniale. |
|      | Paesaggio industriale di Fray Bentos                    | Fray Bentos            | Culturale (1464; ii, iv) | 2015 | Situato su un terreno che si protende nel fiume Uruguay a ovest della città di Fray Bentos, il complesso industriale è stato costruito in seguito allo sviluppo di una fabbrica fondata nel 1859 per la lavorazione della carne prodotta nelle vaste praterie vicine. Il sito illustra l'intero processo di approvvigionamento, lavorazione, confezionamento e spedizione della carne. Comprende edifici e attrezzature della Liebig Extract of Meat Company, che esportava estratti di carne e carne in scatola sul mercato europeo dal 1865 e l'Anglo Meat Packing Plant, che esportava carne congelata dal 1924. Attraverso la sua ubicazione fisica, edifici industriali e residenziali oltre alle istituzioni sociali, il sito presenta un'illustrazione dell'intero processo di produzione della carne su scala globale. |
|      | Opera dell'ingegnere Eladio Dieste: chiesa di Atlántida | Atlántida              | Culturale (1612; iv)     | 2021 | Ispirato all'architettura religiosa paleocristiana e medievale italiana, il complesso della chiesa modernista di Atlántida, inaugurato nel 1960, rappresenta un nuovo utilizzo del mattone a vista. Costruita su pianta rettangolare ad aula unica, la chiesa è caratterizzata da caratteristici muri ondulati che sorreggono un tetto anch'esso ondulato, composto da una sequenza di volte gaussiane in mattoni armati sviluppata da Eladio Dieste (1917-2000). Il campanile cilindrico, in mattoni traforati a vista, si eleva dal suolo a destra della facciata principale della chiesa, mentre il battistero ipogeo si trova sul lato sinistro del sagrato, accessibile da un ingresso triangolare illuminato da un oculo centrale. La Chiesa fornisce un eminente esempio delle notevoli conquiste formali e spaziali dell'architettura moderna in America Latina durante la seconda parte del XX secolo, incarnando la ricerca dell'uguaglianza sociale con un uso parsimonioso delle risorse, soddisfacendo gli imperativi strutturali con grande effetto estetico. |

## Siti candidati
| Foto | Sito                                                                                  | Luogo                   | Tipo                            | Anno       | Descrizione |
| ---- | ------------------------------------------------------------------------------------- | ----------------------- | ------------------------------- | ---------- | --- |
|      | Chamangá: un'area di pitture rupestri                                                 | Dipartimento di Flores  | Culturale (2033; iii)           | 24/02/2005 | L'area di Chamangá è caratterizzata dalla maggiore concentrazione di siti pittografici dell'Uruguay. Finora sono state registrate più di 40 pitture rupestri, ma il numero di ritrovamenti è in costante aumento. Questi siti artistici si trovano in aree aperte dove i blocchi di granito venivano utilizzati come supporto per la produzione di dipinti. I pittogrammi sono caratterizzati da rappresentazioni astratte con vari motivi geometrici in monocromo entro le sfumature del rosso.                                                                      |
|      | Area insulare e baia di Colonia del Sacramento                                        | Dipartimento di Colonia | Culturale (2034; iv, v)         | 24/02/2005 | La Baia e le isole di Colonia del Sacramento rappresentano la regione dell'insediamento portoghese, aggiungendo al sito già iscritto nel 1995 un serbatoio di testimonianze storiche di la vita contadina. L'area costituisce, nel suo insieme, un singolare esempio della vita coloniale quotidiana svolta in mare, in città e in campagna. L'area geografica all'interno della baia e delle isole racchiude alcuni degli aspetti più ricchi della storia marittima del Sudamerica.                                                                                  |
|      | Rambla (lungomare) della città di Montevideo                                          | Montevideo              | Culturale (5594; ii, iv, v, vi) | 06/05/2010 | La Rambla attraversa tre aree sotto tutela del patrimonio: la Città Vecchia, Pocitos, Carrasco e Punta Gorda, così come cinque spazi pubblici con designazione del patrimonio a livello nazionale: il Cimitero Centrale, Parque Rodó, Parque de las Instrucciones del Año XIII (noto come il Golf), Parque Hansen e Plaza Virgilio. Infine, vanno segnalati anche lungo la Rambla diversi edifici che godono di protezione in quanto esempi di architettura moderna, ma anche alcuni esempi di varianti eterodosse (architettura art nouveau e architettura nautica). |
|      | Architettura moderna del XX secolo della città di Montevideo                          | Montevideo              | Culturale (5595; ii, iv)        | 06/05/2010 | L'insieme delle opere architettoniche (edifici, insieme di edifici, spazi urbani e interventi paesaggistici) denominato "Architetture del Novecento della città di Montevideo" è costituito da un numero significativo di opere rappresentative di un'architettura che comprende una grande diversità di espressioni. Si tratta di un complesso monumentale dalle caratteristiche eccezionali, testimone di un'epoca e di un certo modo di intendere l'architettura, l'urbanistica e la trasformazione dell'ambiente fisico e sociale.                                |
|      | Quartiere di Peñarol: la città vecchia storica e il paesaggio industriale ferroviario | Montevideo              | Culturale (5923; ii, iii, iv)   | 07/05/2014 | Il quartiere storico di Peñarol, con il suo paesaggio industriale e ferroviario, è costituito da gruppi di edifici risalenti all'ultimo decennio del XIX secolo, quando la compagnia inglese Central Uruguay Railway vi trasferì le officine e la stazione ferroviaria, che prima erano nel quartiere di Bella Vista. |
|      | Paesaggio culturale dell'Isla de Flores e il suo contesto fluvio-marino               | Montevideo              | Culturale (5969; ii, iv)        | 23/01/2015 | Isla de Flores è oggi uno dei testimoni più integri - in termini di edifici associati a uno spazio insulare - dei criteri di controllo sanitario e medico che interessavano milioni di immigrati in tutto il mondo durante il XIX secolo. In questo periodo si verificò il più grande movimento di masse della storia umana, creando così una delle caratteristiche di quel processo mondiale noto come modernizzazione. |